# Klockorna (målning)
Klockorna (finska: Kellot) är en målning av Ilmari Aalto från 1914.
Målningen anknyter till rysk kubism. Ilmari Aalto inspirerades  som ung konstnär av kubismen under åren 1914–16, och efter det att kubismen kommit till Finland från Sankt Petersburg i Ryssland..

## Proveniens
Målningen finns på Ateneum i Helsingfors sedan 1971.